# Paisley (motiv)

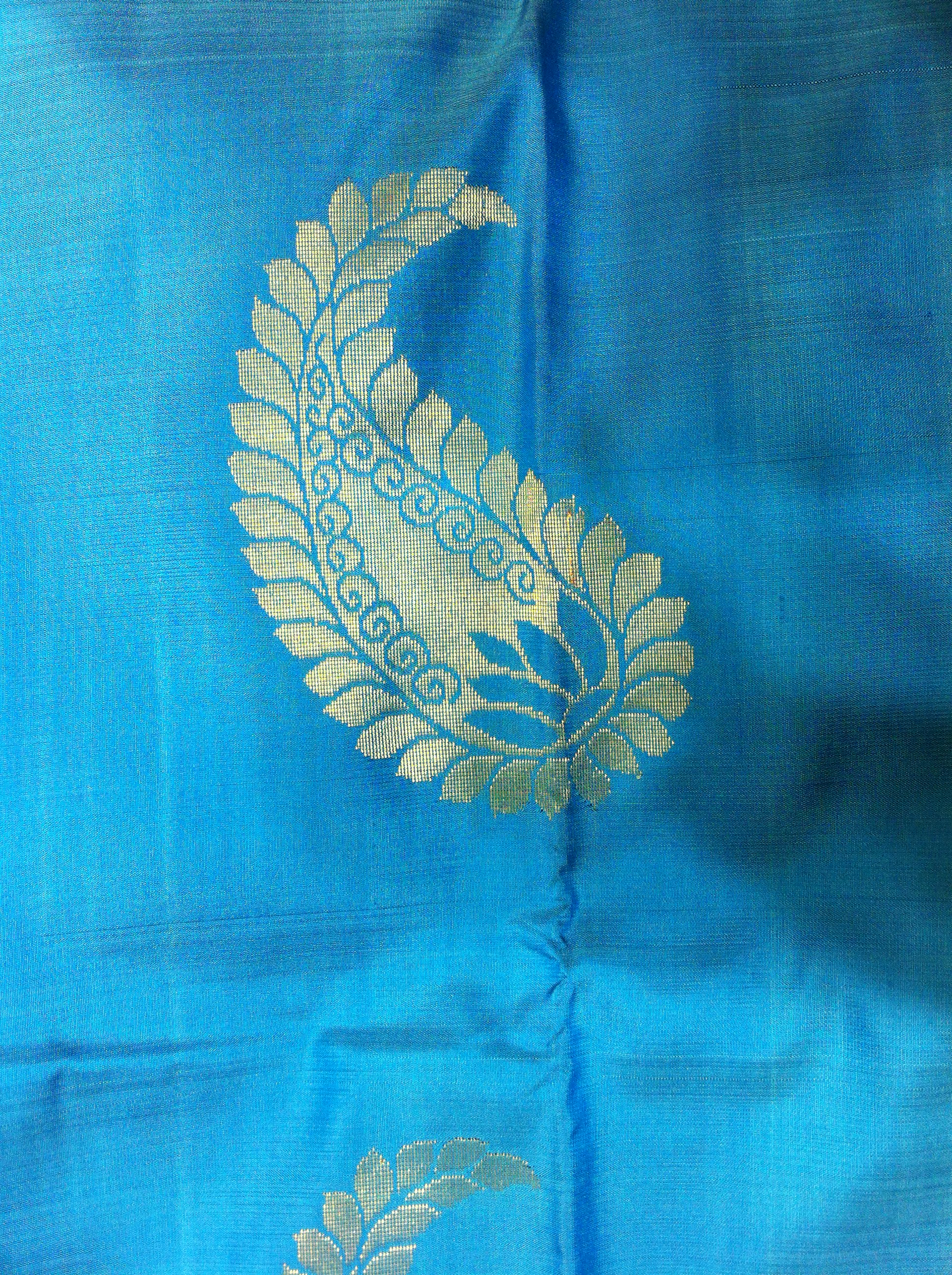
Paisleymönster

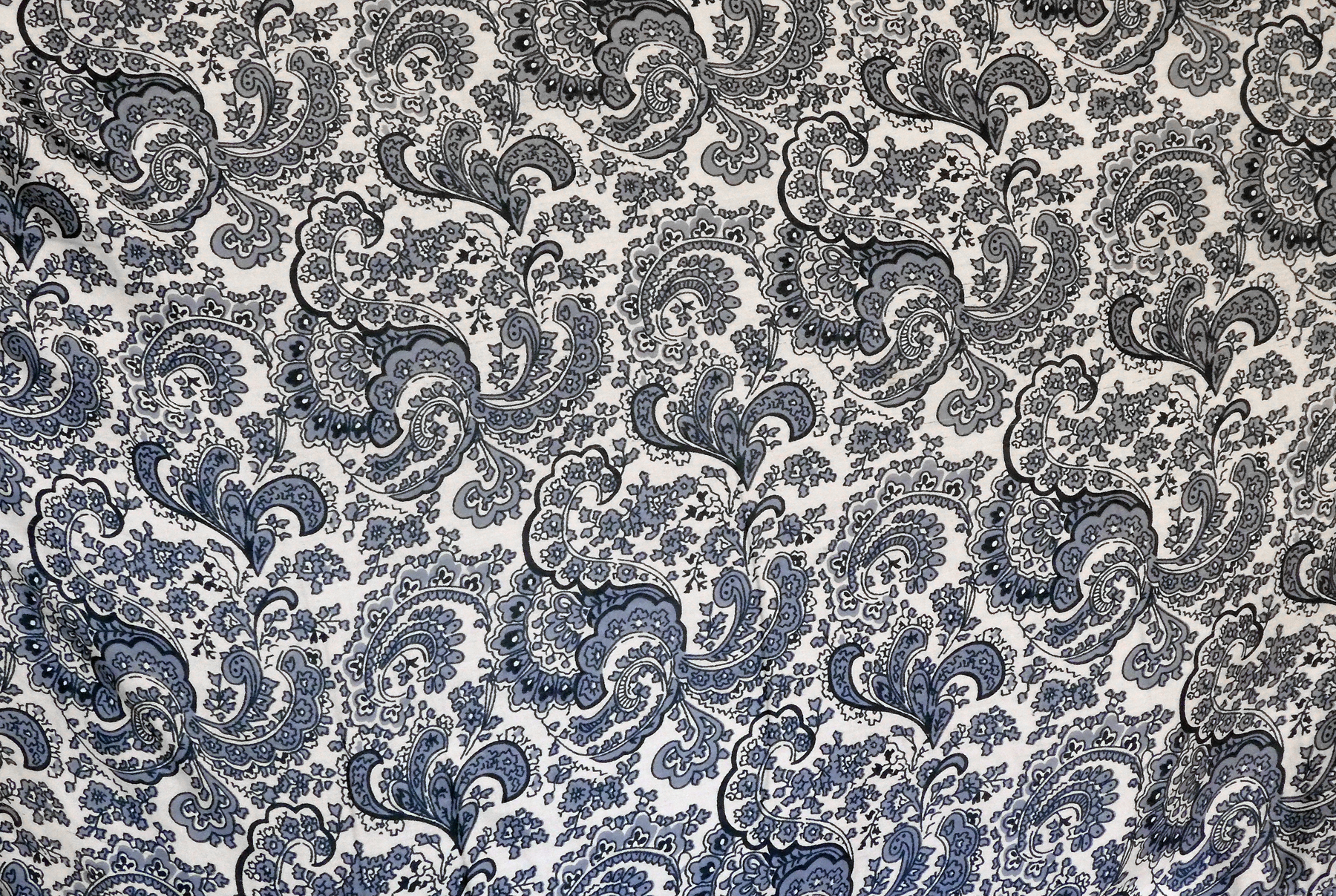
Paisleymönster.

Paisley är ett mönster med stiliserade blomster- och växtornament som ofta beskrivs som dropp- eller fjäderformade. Mönstret har en mycket lång historia, med sitt ursprung i Persien och Indien där det på farsi hette buta ('blomma'). Blomster- och växtmönstrens urgamla symbolik är förknippade med lycka, framgång och fertilitet. 
Namnet paisley kommer från namnet på den skotska staden Paisley, där mönstret på 1800-talet blev populärt på sjalar och andra klädesplagg. Mönstret blev åter på modet under 1960- (inom hippierörelsen) respektive 1990-talen, på kläder och även många föremål som tapeter och slipsar.